# Monopol (Zeitschrift)
Monopol ist ein seit 2004 in Deutschland monatlich erscheinendes Kunstmagazin. Neben dem Kernthema der zeitgenössischen Kunst gehören Artikel zu den Themen Design, Architektur, Mode, Literatur und Film zum Inhalt.

## Geschichte
Monopol wurde im April 2004 von den ehemaligen FAZ-Redakteuren Amélie von Heydebreck und Florian Illies in Berlin gegründet, die es bis 2007 leiteten. Seitdem war der ehemalige Welt-am-Sonntag-Kulturredakteur Cornelius Tittel Chefredakteur; die Gründerpersonen blieben Herausgeber. Von 2010 bis 2016 leitete Holger Liebs, vorher Kunstkritiker der Süddeutschen Zeitung, das Magazin als Chefredakteur. Ihm folgte Elke Buhr nach, vorher Kunstkritikerin bei der Frankfurter Rundschau und bereits seit 2008 als Stellvertretende Chefredakteurin bei der Zeitschrift.
Monopol wurde zunächst vom 2003 gegründeten Juno Verlag herausgeben, der von Januar 2006 bis Mai 2016 zur Schweizer Ringier-Gruppe gehörte. Im Mai 2016 wurde das Magazin an Christoph Schwennicke, Chefredakteur von Cicero, und an dessen Stellvertreter Alexander Marguier verkauft. Diese geben seither beide Zeitschriften unter dem Dach der Res Publica Verlags GmbH heraus.
Bis Ende 2006 erschien Monopol alle zwei Monate; seit Januar 2007 erscheint das Magazin monatlich. Die verkaufte Auflage beträgt rund 35.000 Exemplare.
Monopol veröffentlicht seit 2017 jährlich eine Liste der 100 wichtigsten Persönlichkeiten der Kunstwelt. Davor veröffentlichte Monopol die Liste bereits einige Male, zuerst im Jahr 2004. 2021 steht die US-amerikanische Philosophin Donna Haraway an der Spitze, gefolgt von der Medienkünstlerin und Hochschulprofessorin Hito Steyerl. Unter den Top Ten finden sich außerdem die Direktorin des Frankfurter Museums für Moderne Kunst, Susanne Pfeffer, das für die fünfzehnte Ausgabe der documenta in Kassel verantwortlich zeichnende Künstlerkollektiv Ruangrupa sowie als Team Bénédicte Savoy und Felwine Sarr.

## Beiträge

### Autoren
Zu den Autoren gehörten u. a. Christian Kracht, Jonathan Safran Foer, Moritz von Uslar, Nick Hornby, Jerry Saltz, Beat Wyss, Ulf Erdmann Ziegler, Barbara Vinken, Wolfgang Ullrich, Ben Lewis, Niklas Maak, Matthew Collings, Peter Richter, Klaus Biesenbach und Chris Dercon.

### Fotografen
Für das Heft fotografierten u. a. Jack Pierson, Hedi Slimane, Juergen Teller, Mario Testino, Cass Bird, François Halard, Jason Schmidt, Todd Eberle, Albrecht Fuchs, Andreas Mühe, Noshe, Alex Trebus, Wolfgang Stahr, Armin Linke, Amy Stein, Debora Mittelstaedt und Heji Shin.